# Bulletface
Pour plus de détails, voir Fiche technique et Distribution.
Bulletface est un film américain réalisé par Albert Pyun, sorti en 2010.

## Fiche technique
- Titre original : Bulletface
- Réalisation : Albert Pyun, Howie Askins, Joe Baile
- Scénario : Randall Fontana
- Photographie :
- Montage :
- Musique :
- Production :
- Pays d'origine :  États-Unis
- Langue originale : anglais
- Format : couleur
- Genre : Thriller
- Durée : 82 minutes
- Dates de sortie :
  -  États-Unis : 26 janvier 2010

## Distribution
- Victoria Maurette : Dara Marren
- Steven Bauer : Ned Walker
- Morgan Weisser : Josh Wexler
- Jenny Dare Paulin : Shannon Dall
- Eddie Velez : Eric Muller
- Scott Paulin : Brendon Wexler
- Francia Raisa : Maria
- Michael Esparza : Bruno Maren
- Jeremy Parrish : Marco & Robert Muller
- Michael Bayouth : Agent Ganz
- Zak VanWinkle : Teddy J
- Assaf Cohen : Amir
- Lilli Passero : Macey Swain
- Crystal Laws Green : Elena
- Alan Abelew : docteur Shockner
- Tiffany Rose
- Jenaveve Jolie
- Luscious Lopez